# Hans Schiftan

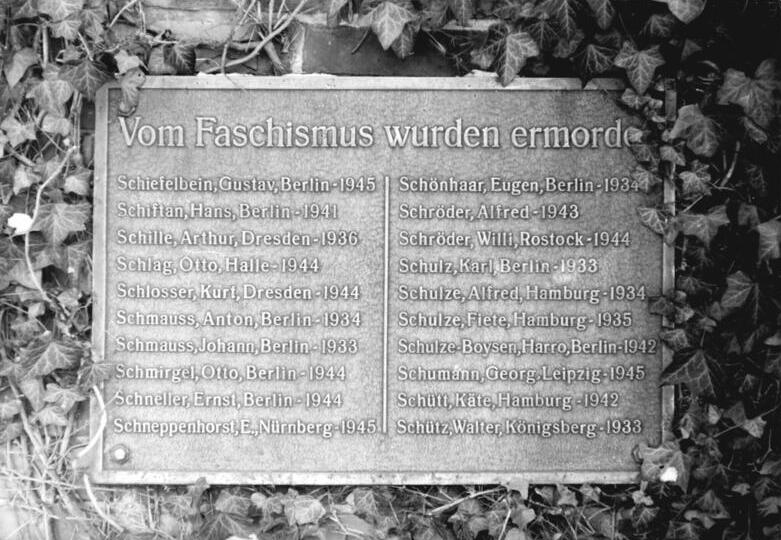
Gedenktafel für Hans Schiftan und andere auf dem Friedhof der Sozialisten

Hans Schiftan (* 8. Dezember 1899 in Berlin-Schöneberg; † 3. November 1941 im KZ Mauthausen) war ein deutscher Widerstandskämpfer gegen das NS-Regime; nach ihm wurde die Hans-Schiftan-Straße im Ortsteil Berlin-Neukölln benannt.

## Leben
Hans Schiftan war kaufmännischer Angestellter, später Filialleiter bei Radio-Panisch. Ab 1924 engagierte sich Schiftan im Reichsbanner, wurde 1928 Mitglied der SPD und ab 1933 Verbindungsmann zum emigrierten SPD-Parteivorstand. Sein Freund, der Sozialdemokrat und Radiohändler Werner Planck (1899–1995), stellte seinen Radioladen in der Weserstraße 217 in Berlin-Neukölln als Anlaufstelle für Kuriere des Widerstandes aus Prag zur Verfügung und Schiftans Wohnung in der Zietenstraße 27 wurde von verschiedenen Widerstandsgruppen für geheime Treffen genutzt. Am 13. April 1939 wurde er verhaftet und wegen Vorbereitung zum Hochverrat zu zwei Jahren Zuchthaus verurteilt.
Sein Bruder, der sozialdemokratische Arbeitersportfunktionär Otto Schiftan (1888–1957) wurde in diesem Prozess freigesprochen, jedoch 1940 in das KZ Dachau eingewiesen, wo er 1945 befreit wurde.
Einen Monat nach seiner Haftentlassung wurde Hans Schiftan gemäß Schutzhaftbefehl vom 22. Mai 1941 von der Gestapo erneut verhaftet und in das KZ Mauthausen überstellt. Der Haftgrund lautete:

„Er gefährdet nach dem Ergebnis der staatspolizeilichen Feststellungen durch sein Verhalten den Bestand und die Sicherheit des Volkes und Staates, indem er auf Grund seines politischen Vorlebens zu der Befürchtung Anlaß gibt, er werde sich nach Verbüßung einer Zuchthausstrafe von 2 Jahren wegen Vorbereitung zum Hochverrat erneut im marxistischen Sinne betätigen.“

Hans Schiftan verstarb unter ungeklärten Umständen am 3. November in der Haft im KZ Mauthausen.

### Ehrungen
Am 1. September 1984 wurde im Ortsteil Berlin-Neukölln die Hans-Schiftan-Straße nach ihm benannt.